# Praia de Meireles
Vista da Praia de Meireles em 2004
Meireles é um praia brasileira localizada na cidade de Fortaleza no estado do Ceará.